# Курт Пекель
Курт Гуго Пекель (нім. Kurt Hugo Paeckel; 17 листопада 1887, Берлін — 4 квітня 1976) — німецький військовий чиновник, генерал-інтендант вермахту.

## Нагороди
- Почесний хрест ветерана війни з мечами (1934)
- Медаль «За вислугу років у Вермахті» 4-го класу (4 роки; 2 жовтня 1936)
- Медаль «У пам'ять 1 жовтня 1938 року»
- Хрест Воєнних заслуг 2-го і 1-го класу з мечами